# Libnotes (Libnotes) kaulbackiana
Libnotes (Libnotes) kaulbackiana is een tweevleugelige uit de familie steltmuggen (Limoniidae). De soort komt voor in het Oriëntaals gebied.